# Желтогорлый певун
Желтого́рлый певу́н (лат. Geothlypis trichas) — певчая птица из семейства древесницевых.

## Описание
У самца чёрное лицо, обрамлённое сверху полосой от белого до серого цвета, горло жёлтое. Оперение нижней части тела от белого до коричневатого цвета, верхней части тела — оливково-зелёное. У самок чёрная маска лица отсутствует.

## Распространение
Желтогорлый певун обитает на болотах, пастбищах и других влажных биотопах с густой низкорослой растительностью в Северной Америке, от Аляски через Канаду до Центральной Мексики. Зимой они мигрируют в Центральную Америку, изредка залетая в Западную Европу. 

## Питание
Желтогорлый певун питается преимущественно насекомыми, которых они ищут в густой растительности, иногда также семенами.

## Размножение
Желтогорлый певун гнездится с апреля по июнь. Самка откладывает в чашеобразное гнездо, устроенное в густой растительности, от 3-х до 5-и яиц белого или кремового цвета с крапинами коричневого или чёрного цвета. Обе родительских птицы участвуют в кормлении птенцов, которые появляются на свет примерно через 12 дней. Через 8 дней молодые птицы покидают гнездо. Частый гнездовой паразит птиц — буроголовый коровий трупиал (Molothrus ater).

## Подвиды
Выделяют 13 подвидов:
- Geothlypis trichas arizela
- Geothlypis trichas campicola
- Geothlypis trichas chapalensis
- Geothlypis trichas chryseola
- Geothlypis trichas ignota
- Geothlypis trichas insperata
- Geothlypis trichas modesta, включает Geothlypis trichas riparia
- Geothlypis trichas melanops
- Geothlypis trichas occidentalis
- Geothlypis trichas scirpicola
- Geothlypis trichas sinuosa
- Geothlypis trichas trichas
- Geothlypis trichas typhicola